# Fédération de football de Saxe-Anhalt
La Fédération de football de Saxe-Anhalt  (FSA, allemand : Fußballverband Sachsen-Anhalt), fondée le 19 août 1990 à Magdebourg est l'organisation parapluie de 708 clubs contenant 91 575 licenciés dans le Land de Saxe-Anhalt. 2 642 équipes membres de la fédération prennent part aux championnats allemands.
C'est l'une des 21 fédérations régionales de la DFB, subalterne de la Nordostddeutscher Fußball-Verband (NOFV). La fédération siège à Magdebourg et est divisée en 12 fédérations professionnelles d'arrondissement et 2 fédérations urbaines professionnelles, et fait de plus partie du Landessportbundes (LSB) Sachsen-Anhalt. Son président est Holger Stahlknecht depuis le 26 juin 2021.

## Compétitions

### Ligues
- Hommes

La division la plus haute est la Verbandsliga Sachsen-Anhalt (6e division). On trouve ensuite les Landesligen Nord et Süd (7e division). La FSA organise également les six Landesklassen (8e division). Les divisions inférieures reviennent aux KFV et SFV précédemment nommées. On trouve les Kreisoberligen (un groupe par KFV/SFV), puis les Kreisligen (un à deux groupes par KFV/SFV). Enfin, les 1. Kreisklassen (11e division) sont organisées dans quelques KFV/SFV, et le KFV Salzland organise une 2. Kreisklasse et une 3. Kreisklasse.
- Juniors

Pour les juniors A, B, C et D, la Verbandsliga est la division la plus élevée au sein de la FSA, tandis que les plus jeunes (juniors E, F et G) jouent dans des compétitions organisées par les KFV/SFV.
- Femmes

La première division féminine est la Verbandsliga Sachsen-Anhalt (4e division). On trouve ensuite les Landesligen Nord et Süd (5e division). La fédération organise également les cinq Regionalklassen (6e division).

## Subdivisions

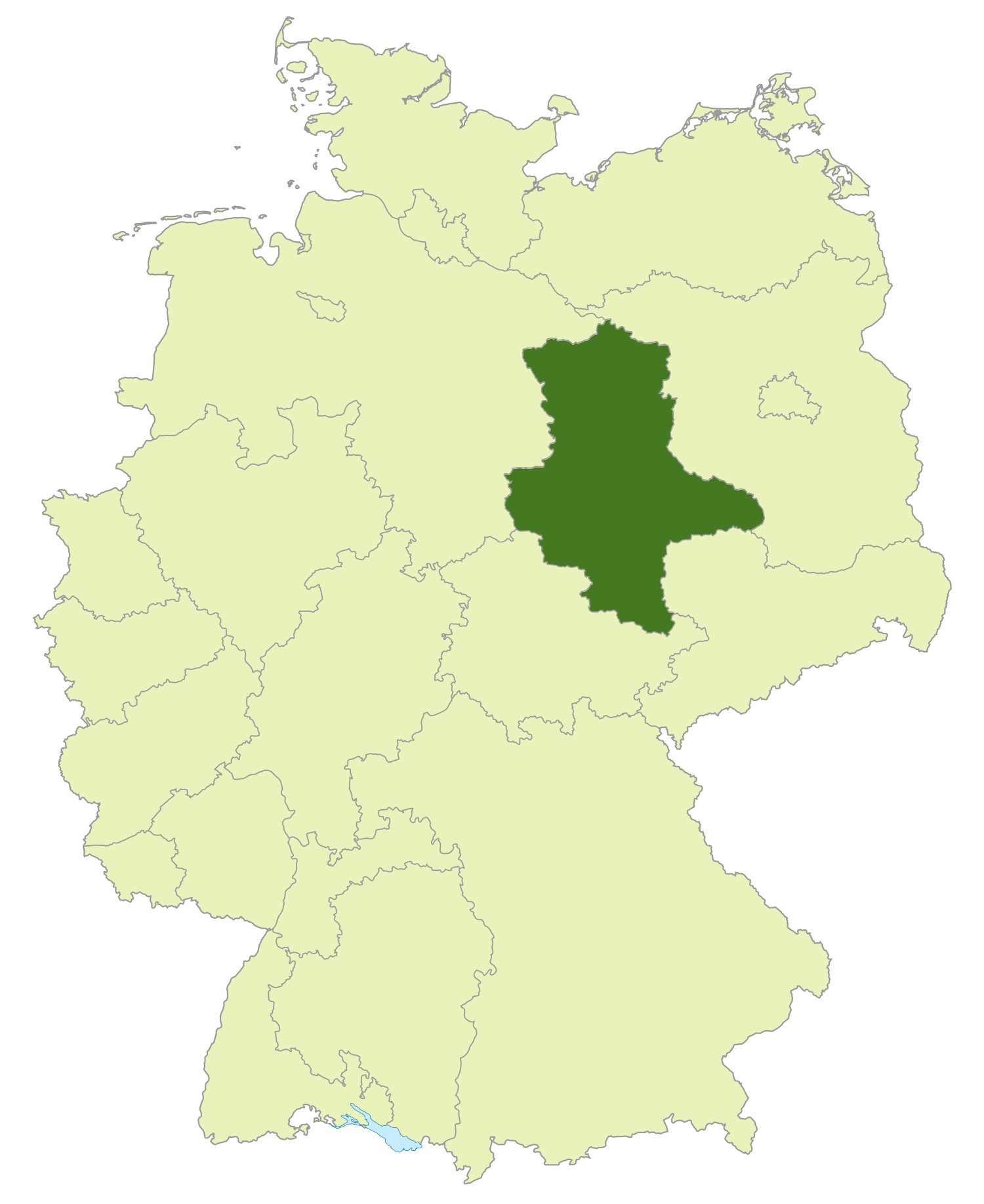
Territoire couvert par la Fédération de football de Saxe-Anhalt

La FSA est subdivisée en 12 Kreisfachverbände (KFV, fédérations professionnelles d'arrondissement) et 2 Stadtfachverbände (SFV, fédérations urbaines professionnelles) :
- KFV :
  - Altmark-Ost[4] (Altmark de l'Est)
  - Anhalt[5]
  - Altmark-West[6] (Altmark de l'Ouest)
  - Anhalt-Bitterfeld[7]
  - Börde[8]
  - Burgenland[9]
  - Harz
  - Jerichower Land (Pays de Jerichow)
  - Mansfeld-Südharz (Mansfeld-Harz-du-Sud)
  - Saalekreis[10] (arrondissement de Saale)
  - Salzland[11]
  - Wittenberg (Wittemberg)

- SFV :
  - Halle[12]
  - Magdeburg (Magdebourg)

### Coupes
La FSA organise la Coupe de Saxe-Anhalt (Sachsen-Anhalt-Pokal) de football masculin, dont le vainqueur obtient une place en DFB-Pokal. La coupe organise également la Landespokal pour les femmes et toutes les tranches d'âge, des juniors A aux juniors E.

## Système de ligues – Football masculin
| Div.                                                           | Ligue                                  | Ligue                                  | Ligue                                  | Ligue                                  | Ligue                                  | Ligue                                  | Ligue                                    | Ligue                                    | Ligue                                    | Ligue                                    | Ligue                                    | Ligue                                    | Ligue                                  | Ligue                                  | Ligue                                  | Ligue                                  | Ligue                                  | Ligue                                  | Ligue                                      | Ligue                                      | Ligue                                      | Ligue                                      | Ligue                                      | Ligue                                      | Ligue                                  | Ligue                                  | Ligue                                  | Ligue                                  | Ligue                                  | Ligue                                  | Ligue                                  | Ligue                                  | Ligue                                  | Ligue                                  | Ligue                                  | Ligue                                  | Ligue                                  | Ligue                                  | Ligue                                  | Ligue                                  | Ligue                                  | Ligue                                  |
| -------------------------------------------------------------- | -------------------------------------- | -------------------------------------- | -------------------------------------- | -------------------------------------- | -------------------------------------- | -------------------------------------- | ---------------------------------------- | ---------------------------------------- | ---------------------------------------- | ---------------------------------------- | ---------------------------------------- | ---------------------------------------- | -------------------------------------- | -------------------------------------- | -------------------------------------- | -------------------------------------- | -------------------------------------- | -------------------------------------- | ------------------------------------------ | ------------------------------------------ | ------------------------------------------ | ------------------------------------------ | ------------------------------------------ | ------------------------------------------ | -------------------------------------- | -------------------------------------- | -------------------------------------- | -------------------------------------- | -------------------------------------- | -------------------------------------- | -------------------------------------- | -------------------------------------- | -------------------------------------- | -------------------------------------- | -------------------------------------- | -------------------------------------- | -------------------------------------- | -------------------------------------- | -------------------------------------- | -------------------------------------- | -------------------------------------- | -------------------------------------- |
| Niveaux organisés par la Fédération de football de Saxe-Anhalt |                                        |                                        |                                        |                                        |                                        |                                        |                                          |                                          |                                          |                                          |                                          |                                          |                                        |                                        |                                        |                                        |                                        |                                        |                                            |                                            |                                            |                                            |                                            |                                            |                                        |                                        |                                        |                                        |                                        |                                        |                                        |                                        |                                        |                                        |                                        |                                        |                                        |                                        |                                        |                                        |                                        |                                        |
| 6                                                              | Verbandsliga Sachsen-Anhalt 17 équipes | Verbandsliga Sachsen-Anhalt 17 équipes | Verbandsliga Sachsen-Anhalt 17 équipes | Verbandsliga Sachsen-Anhalt 17 équipes | Verbandsliga Sachsen-Anhalt 17 équipes | Verbandsliga Sachsen-Anhalt 17 équipes | Verbandsliga Sachsen-Anhalt 17 équipes   | Verbandsliga Sachsen-Anhalt 17 équipes   | Verbandsliga Sachsen-Anhalt 17 équipes   | Verbandsliga Sachsen-Anhalt 17 équipes   | Verbandsliga Sachsen-Anhalt 17 équipes   | Verbandsliga Sachsen-Anhalt 17 équipes   | Verbandsliga Sachsen-Anhalt 17 équipes | Verbandsliga Sachsen-Anhalt 17 équipes | Verbandsliga Sachsen-Anhalt 17 équipes | Verbandsliga Sachsen-Anhalt 17 équipes | Verbandsliga Sachsen-Anhalt 17 équipes | Verbandsliga Sachsen-Anhalt 17 équipes | Verbandsliga Sachsen-Anhalt 17 équipes     | Verbandsliga Sachsen-Anhalt 17 équipes     | Verbandsliga Sachsen-Anhalt 17 équipes     | Verbandsliga Sachsen-Anhalt 17 équipes     | Verbandsliga Sachsen-Anhalt 17 équipes     | Verbandsliga Sachsen-Anhalt 17 équipes     | Verbandsliga Sachsen-Anhalt 17 équipes | Verbandsliga Sachsen-Anhalt 17 équipes | Verbandsliga Sachsen-Anhalt 17 équipes | Verbandsliga Sachsen-Anhalt 17 équipes | Verbandsliga Sachsen-Anhalt 17 équipes | Verbandsliga Sachsen-Anhalt 17 équipes | Verbandsliga Sachsen-Anhalt 17 équipes | Verbandsliga Sachsen-Anhalt 17 équipes | Verbandsliga Sachsen-Anhalt 17 équipes | Verbandsliga Sachsen-Anhalt 17 équipes | Verbandsliga Sachsen-Anhalt 17 équipes | Verbandsliga Sachsen-Anhalt 17 équipes | Verbandsliga Sachsen-Anhalt 17 équipes | Verbandsliga Sachsen-Anhalt 17 équipes | Verbandsliga Sachsen-Anhalt 17 équipes | Verbandsliga Sachsen-Anhalt 17 équipes | Verbandsliga Sachsen-Anhalt 17 équipes | Verbandsliga Sachsen-Anhalt 17 équipes |
| 7                                                              | Landesliga Nord 17 équipes             | Landesliga Nord 17 équipes             | Landesliga Nord 17 équipes             | Landesliga Nord 17 équipes             | Landesliga Nord 17 équipes             | Landesliga Nord 17 équipes             | Landesliga Nord 17 équipes               | Landesliga Nord 17 équipes               | Landesliga Nord 17 équipes               | Landesliga Nord 17 équipes               | Landesliga Nord 17 équipes               | Landesliga Nord 17 équipes               | Landesliga Nord 17 équipes             | Landesliga Nord 17 équipes             | Landesliga Nord 17 équipes             | Landesliga Nord 17 équipes             | Landesliga Nord 17 équipes             | Landesliga Nord 17 équipes             | Landesliga Nord 17 équipes                 | Landesliga Nord 17 équipes                 | Landesliga Nord 17 équipes                 | Landesliga Süd 17 équipes                  | Landesliga Süd 17 équipes                  | Landesliga Süd 17 équipes                  | Landesliga Süd 17 équipes              | Landesliga Süd 17 équipes              | Landesliga Süd 17 équipes              | Landesliga Süd 17 équipes              | Landesliga Süd 17 équipes              | Landesliga Süd 17 équipes              | Landesliga Süd 17 équipes              | Landesliga Süd 17 équipes              | Landesliga Süd 17 équipes              | Landesliga Süd 17 équipes              | Landesliga Süd 17 équipes              | Landesliga Süd 17 équipes              | Landesliga Süd 17 équipes              | Landesliga Süd 17 équipes              | Landesliga Süd 17 équipes              | Landesliga Süd 17 équipes              | Landesliga Süd 17 équipes              | Landesliga Süd 17 équipes              |
| 8                                                              | Landesklasse 1 14 équipes              | Landesklasse 1 14 équipes              | Landesklasse 1 14 équipes              | Landesklasse 1 14 équipes              | Landesklasse 1 14 équipes              | Landesklasse 1 14 équipes              | Landesklasse 1 14 équipes                | Landesklasse 2 16 équipes                | Landesklasse 2 16 équipes                | Landesklasse 2 16 équipes                | Landesklasse 2 16 équipes                | Landesklasse 2 16 équipes                | Landesklasse 2 16 équipes              | Landesklasse 2 16 équipes              | Landesklasse 3 15 équipes              | Landesklasse 3 15 équipes              | Landesklasse 3 15 équipes              | Landesklasse 3 15 équipes              | Landesklasse 3 15 équipes                  | Landesklasse 3 15 équipes                  | Landesklasse 3 15 équipes                  | Landesklasse 4 15 équipes                  | Landesklasse 4 15 équipes                  | Landesklasse 4 15 équipes                  | Landesklasse 4 15 équipes              | Landesklasse 4 15 équipes              | Landesklasse 4 15 équipes              | Landesklasse 4 15 équipes              | Landesklasse 5 14 équipes              | Landesklasse 5 14 équipes              | Landesklasse 5 14 équipes              | Landesklasse 5 14 équipes              | Landesklasse 5 14 équipes              | Landesklasse 5 14 équipes              | Landesklasse 5 14 équipes              | Landesklasse 6 15 équipes              | Landesklasse 6 15 équipes              | Landesklasse 6 15 équipes              | Landesklasse 6 15 équipes              | Landesklasse 6 15 équipes              | Landesklasse 6 15 équipes              | Landesklasse 6 15 équipes              |
| Niveaux organisés par les KFV et les SFV                       |                                        |                                        |                                        |                                        |                                        |                                        |                                          |                                          |                                          |                                          |                                          |                                          |                                        |                                        |                                        |                                        |                                        |                                        |                                            |                                            |                                            |                                            |                                            |                                            |                                        |                                        |                                        |                                        |                                        |                                        |                                        |                                        |                                        |                                        |                                        |                                        |                                        |                                        |                                        |                                        |                                        |                                        |
| 9                                                              | Kreisoberliga Altmark Ost 14 équipes   | Kreisoberliga Altmark Ost 14 équipes   | Kreisoberliga Altmark Ost 14 équipes   | Kreisoberliga Altmark Ost 14 équipes   | Kreisoberliga Altmark Ost 14 équipes   | Kreisoberliga Altmark Ost 14 équipes   | 1. Altmark-West-Liga 12 équipes          | 1. Altmark-West-Liga 12 équipes          | 1. Altmark-West-Liga 12 équipes          | 1. Altmark-West-Liga 12 équipes          | 1. Altmark-West-Liga 12 équipes          | 1. Altmark-West-Liga 12 équipes          | Kreisoberliga Anhalt 10 équipes        | Kreisoberliga Anhalt 10 équipes        | Kreisoberliga Anhalt 10 équipes        | Kreisoberliga Anhalt 10 équipes        | Kreisoberliga Anhalt 10 équipes        | Kreisoberliga Anhalt 10 équipes        | Kreisoberliga Anhalt-Bitterfeld 14 équipes | Kreisoberliga Anhalt-Bitterfeld 14 équipes | Kreisoberliga Anhalt-Bitterfeld 14 équipes | Kreisoberliga Anhalt-Bitterfeld 14 équipes | Kreisoberliga Anhalt-Bitterfeld 14 équipes | Kreisoberliga Anhalt-Bitterfeld 14 équipes | Bördeoberliga 14 équipes               | Bördeoberliga 14 équipes               | Bördeoberliga 14 équipes               | Bördeoberliga 14 équipes               | Bördeoberliga 14 équipes               | Bördeoberliga 14 équipes               | Kreisoberliga Burgenland 14 équipes    | Kreisoberliga Burgenland 14 équipes    | Kreisoberliga Burgenland 14 équipes    | Kreisoberliga Burgenland 14 équipes    | Kreisoberliga Burgenland 14 équipes    | Kreisoberliga Burgenland 14 équipes    | Stadtoberliga Halle 14 équipes         | Stadtoberliga Halle 14 équipes         | Stadtoberliga Halle 14 équipes         | Stadtoberliga Halle 14 équipes         | Stadtoberliga Halle 14 équipes         | Stadtoberliga Halle 14 équipes         |
| 9                                                              | Harzoberliga 13 équipes                | Harzoberliga 13 équipes                | Harzoberliga 13 équipes                | Harzoberliga 13 équipes                | Harzoberliga 13 équipes                | Harzoberliga 13 équipes                | Kreisoberliga Jerichower Land 11 équipes | Kreisoberliga Jerichower Land 11 équipes | Kreisoberliga Jerichower Land 11 équipes | Kreisoberliga Jerichower Land 11 équipes | Kreisoberliga Jerichower Land 11 équipes | Kreisoberliga Jerichower Land 11 équipes | Stadtoberliga Magdeburg 12 équipes     | Stadtoberliga Magdeburg 12 équipes     | Stadtoberliga Magdeburg 12 équipes     | Stadtoberliga Magdeburg 12 équipes     | Stadtoberliga Magdeburg 12 équipes     | Stadtoberliga Magdeburg 12 équipes     | Kreisoberliga Mansfeld-Südharz 12 équipes  | Kreisoberliga Mansfeld-Südharz 12 équipes  | Kreisoberliga Mansfeld-Südharz 12 équipes  | Kreisoberliga Mansfeld-Südharz 12 équipes  | Kreisoberliga Mansfeld-Südharz 12 équipes  | Kreisoberliga Mansfeld-Südharz 12 équipes  | Kreisoberliga Saalekreis 14 équipes    | Kreisoberliga Saalekreis 14 équipes    | Kreisoberliga Saalekreis 14 équipes    | Kreisoberliga Saalekreis 14 équipes    | Kreisoberliga Saalekreis 14 équipes    | Kreisoberliga Saalekreis 14 équipes    | Salzlandliga 14 équipes                | Salzlandliga 14 équipes                | Salzlandliga 14 équipes                | Salzlandliga 14 équipes                | Salzlandliga 14 équipes                | Salzlandliga 14 équipes                | Kreisoberliga Wittenberg 12 équipes    | Kreisoberliga Wittenberg 12 équipes    | Kreisoberliga Wittenberg 12 équipes    | Kreisoberliga Wittenberg 12 équipes    | Kreisoberliga Wittenberg 12 équipes    | Kreisoberliga Wittenberg 12 équipes    |

### Les autres fédérations subalternes de la NOFV
- Berliner Fußball-Verband (BFV)
- Fußball-Landesverband Brandenburg (FLB)
- Landesfußballverband Mecklenburg-Vorpommern (LFV)
- Sächsischer Fußball-Verband (SFV)
- Thüringer Fußball-Verband (TFV)